# György kenti herceg
György kenti herceg (teljes nevén Windsori György Eduárd Sándor Edmund; Sandringham House, 1902. december 20. – Morwen, Skócia, 1942. augusztus 25.) volt V. György brit király és Teck Mária brit királyné negyedik fia, II. Erzsébet brit királynő nagybátyja. A brit királyi család tagja, a Kent hercege címet 1934 és 1942 között viselte. Címei 1934-től Kent hercege, St Andrews grófja és Downpatrick bárója.

## Fiatalkora
György herceg 1902. december 20-án született a Sandringham House-hoz tartozó York Cottage-ban, amely az akkor még walesi herceg, a későbbi V. György brit király rezidenciája volt. Anyja Mária hercegné, Ferenc tecki herceg és Mária Adelaida cambridge-i hercegnő lánya. Születésekor apja és bátyjai mögött a trónöröklési rangsor ötödik helyén állt, megillette a brit királyi hercegi cím és az Ő királyi felsége Walesi György herceg megszólítás.
Egy nővére (Mária), három bátyja (Eduárd, Albert és Henrik Vilmos Frigyes Albert) és egy öccse (János) volt. Apai nagyszülei VII. Eduárd brit király és Alexandra királyné, anyai nagyszülei Ferenc tecki herceg és Mária Adelaida cambridge-i hercegnő.
A windsori kastély kápolnájában keresztelték meg 1903. január 26-án, keresztszülei voltak többek között VII. Eduárd brit király és Alexandra királyné (nagyszülei), Marija Fjodorovna cárné (nagynénje), Valdemár dán királyi herceg és Lajos battenbergi herceg (unokatestvére). Schleswig-Holstein hercegnéje (Heléna Auguszta Viktória, Viktória brit királynő harmadik leánya, s ötödik gyermeke). A ceremóniát Oxford püspöke, Francis Paget vezette.
Amikor 1910-ben meghalt György apai nagyapja, VII. Eduárd, V. György néven a herceg apja lépett az ország trónjára. 1911-ben koronázták V. Györgyöt és Mária királynét hivatalosan is a Brit Birodalom és India uralkodóivá.

## Tanulmányok, karrier
György herceget kezdetben magántanár oktatta, majd bátyja, Henrik herceg nyomdokait követve a St. Peter's Court Preparatory School tanulója lett. 13 éves korában, Eduárd és Albert bátyjai példáját követve, tengerészeti tanulmányokat kezdett, előbb az Osborne House-ban, majd később a dartmouthi Britannia Royal Naval College-ban. 1929-ig maradt a Brit Királyi Haditengerészet állományában, előbb az Iron Duke, később az Nelson fedélzetén szolgált. A haditengerészet után rövid ideig a külügyminisztérium, majd a belügyminisztérium tisztviselője volt (a királyi család első tagja volt, aki köztisztviselői pályára lépett).
1939-ben megválasztották az angol szabadkőműves páholy nagymesterének, amely posztot haláláig betöltötte.
A második világháború kitörésekor ismét aktív szolgálatra mozgósították, ellentengernagyi rangban rövid ideig az admiralitás hírszerzési igazgatóságán dolgozott. 1940 áprilisában a Brit Királyi Légierőhöz vezényelték át, ideiglenesen lemondott ellentengernagyi rangjáról is és a RAF Kiképzési Parancsnokságát vezette.

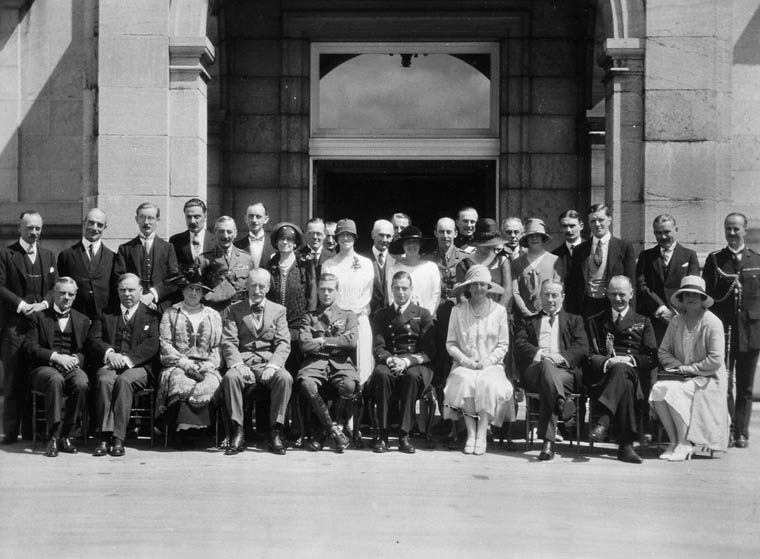
György kenti és Eduárd walesi herceg (középen, egyenruhában) 1927-ben, kanadai látogatásuk során a kanadai kormány épülete(Rideau Hall) előtt.

## Házassága
1934-ben jelentette be, hogy feleségül fogja venni másodunokatestvérét, Marina görög és dán hercegnőt, akit 1934. október 10-én hivatalosan is eljegyezett. Az esküvő előtt, október 9-én V. György király a Kent hercege, St Andrews grófja és Downpatrick bárója címeket adományozta neki. A pár 1934. november 29-én házasodott össze a westminsteri apátsági templomban megtartott ceremónián. György herceg felesége Miklós görög királyi herceg lánya és Alexandra dán királyné unokahúga volt. Egészen napjainkig ez volt az utolsó házasság a brit királyi család és egy külföldi uralkodócsalád tagja között.
Marina hercegnőt házassága után megillette a "Marina kenti hercegné" cím. A kenti hercegi párnak összesen három gyermeke született:
- Eduárd (1935, október 9. –)
- Alexandra (1936. december 25. –)
- Mihály brit királyi herceg (1942. július 4. –)

## Magánélete
Házassága előtt és után is számos nővel és férfival volt kapcsolata György hercegnek, a brit társaság tagjaitól hollywoodi hírességekig. Közülük a legismertebbek az amerikai Florence Mills énekesnő, Poppy Baring örökösnő, Margaret Whigham (később Argyll hercegnéje és egy botrányos válóper főszereplője), Barbara Cartland író és Jessie Matthews musicalszínésznő.
Egyes források szerint 19 évig tartó kapcsolata volt Noël Cowarddal, amit Coward partnere, Graham Payn letagadott. 1942-ben állítólag a hercegtől származó intim leveleket loptak el Coward házából.
Feltételezések szerint a hercegnek viszonya volt Indira Raje-val, Cooch Behar állam uralkodójával is (1892–1968), az 1920-as évek végén, legalábbis Lucy Moore brit történész kutatásai alapján.
György herceg állítólag a kábítószerfüggő volt, elsősorban a morfint és a kokaint használt, amit állítólag bátyja, Eduárd herceg segítségével hagyott abba a 20-as évek végén. Szintén nem bizonyítottan egy férfiprostituált zsarolta, miután a herceg intim leveleket írt neki. Egyes feltételezések szerint udvarolt a későbbi Juliána holland hercegnőnek, aki viszont kosarat adott a hercegnek és inkább Bernát lippe–biesterfeldi herceghez ment feleségül.
Törvényes gyermekei mellett a hercegnek állítólag gyermeke született Kiki Prestontól (szül. Alice Gwynne, 1898–1946), egy amerikai társasági nőtől, vele és Jorge Ferrara-ával, a Nagy-Britanniába delegált argentin nagykövet biszexuális fiával állítólag hármasban éltek együtt. Prestont a korabeli brit társaság csak úgy ismerte, mint „a lány az ezüst tűvel”, drogfüggőségére utalva. Egy másik feltételezett törvényen kívüli gyermeke Raine McCorquodale volt, Barbara Cartland lánya, aki Diana Spencer, később walesi hercegné, apjának második felesége volt.

## Kitüntetései
1932-ben apja kinevezte a londoni Lincoln's Inn jogi társaság királyi tagjának. 1937-ben századosi rangot kapott a légierőben, illetve megtették a RAF 500. (kenti) repülőszázadának tiszteletbeli parancsnokává. Hamarosan előléptették a légierő tiszteletbeli marsalljává, de amikor aktiválták a második világháború kezdetén, tényleges – alacsonyabb – rangját használta.

## Halála
Csupán hat héttel harmadik gyermeke születése után, György herceg 1942. augusztus 25-én halt meg egy Short Sunderland repülőcsónak fedélzetén, amely az észak-skóciai Evantonból felszállva Dunbeath közelében rossz időjárási viszonyok közepette hegyoldalnak ütközött Izlandra tartó útja során. Mindössze 39 esztendős volt. Földi maradványait előbb a windsori kastély Szent György kápolnájában ravatalozták fel, majd később áthelyezték a frogmore-i királyi mauzóleumba. A hercegi címet legidősebb fia, Eduárd kenti herceg örökölte.

## Címei, kitüntetései

György kenti herceg személyes címere

### Címei
- 1902. december 20. – 1910. május 6.: Ő királyi fensége Walesi György herceg
- 1910. május 6. – 1934. október 12.: Ő királyi fensége György brit királyi herceg
- 1934. október 12. – 1942. augusztus 25.: Ő királyi fensége György kenti herceg

### Kitüntetései
Egyesült Királyság
- KG: A Térdszalagrend lovagja (1923)
- KT: A Bogáncsrend lovagja (1935)
- GCMG: A Szt. Mihály és Szt. György-rend nagykeresztes lovagja (1934)
- GCVO: A Királyi Viktória Rend nagykeresztes lovagja (1924)
- Királyi Viktória Lánc

### Címere
Nagyjából bátyja, Henrik gloucesteri herceg 21. születésnapja körül György herceg engedélyt kapott a királyi címer használatára, személyes címerét egy ezüst, háromosztatú szalag különböztette meg, amelynek minden osztatán azúrkék horgony volt.

## György, Kent 1. hercege leszármazottai
A részleges családfán megjelenítettük a Kent hercege cím öröklésében fontos személyeket. Feltüntettük azokat, akikről (2024) született magyar szócikk.
- V. György brit király (1865. június 3. – 1936. január 20.) Felesége: Teck Mária
  - VIII. Eduárd brit király
  - VI. György brit király
  - Mária brit királyi hercegnő
  - Henrik Gloucester 1. hercege (1900. március 31. - 1974. június 10.)
    - innen lásd Gloucester hercege

  - György, Kent 1. hercege (1902. december 20. - 1942. augusztus 25.) Felesége: Marina görög hercegnő (1906 – 1968)
    - Eduárd, Kent 2. hercege (1935. október 9. – ) Felesége: Katalin kenti hercegné[17] (1933 –)
      - George Windsor[18], St Andrews grófja (1962. június 26–) Felesége: Sylvana Tomaselli (1957–)
        - Edward Windsor[17], Lord Downpatrick (1988. december 2. –)
        - Marina Windsor[17] (1992. szeptember 30.–)
        - Amelia Windsor (1995. augusztus 24.–)

      - Helen Taylor (1964–) Férje: Timothy Verner Taylor (1963–)
        - négy gyerek

      - Nicholas Windsor (1970–) Felesége: Paola Louise Marica Doimi de Lupis
        - három gyerek

    - Alexandra (1936–) Férje: Angus Ogilvy (1928–2004)
      - James Ogilvy (1964–) Felesége: Julia Rawlinson
        - két gyerek

    - Mihály brit királyi herceg[19]
      - Frederick Windsor (1979–)
        - Maud Windsor (–2013)
        - Isabella Windsor (–2016)

      - Marina Ogilvy (1966–) Férje: Paul Mowatt (1990 – 1997)

  - János brit királyi herceg (1905-1919)

## Fordítás
Ez a szócikk részben vagy egészben  a   Prince George, Duke of Kent című angol Wikipédia-szócikk ezen változatának fordításán alapul.  Az eredeti cikk szerkesztőit annak laptörténete sorolja fel. Ez a jelzés csupán a megfogalmazás eredetét és a szerzői jogokat jelzi, nem szolgál a cikkben szereplő információk forrásmegjelöléseként.